# Ambrosina Corrêa do Lago
Ambrosina Corrêa do Lago (Campinas, 1850 — , ) foi uma cantora lírica brasileira. Flha de Emílio Corrêa do Lago, importante fazendeiro da região de Mogi Mirim. Sua família cultivava a música, e Ambrosina, junto com suas irmãs, cantou na estreia da primeira ópera encenada de Carlos Gomes, A Noite do Castelo. Segundo Adalzira Bittencourt, Carlos Gomes se apaixonou por Ambrosina antes de embarcar para a Itália, para aperfeiçoar-se nos centros musicais europeus. Ao retornar ao Brasil, teria buscado encontrar-se com a amada, mas teve suas pretensões frustradas: o pai da moça proibiu o encontro, pois Ambrosina já estava casada com outro homem. Consta ter sido nesse contexto que Carlos Gomes escreveu a modinha “Quem sabe”, dedicada a Ambrosina.